# Chapelle Saint-Gilles (Mortier)
Pour les articles homonymes, voir Chapelle Saint-Gilles.
La chapelle Saint-Gilles est une chapelle du village de Mortier de la commune belge de Blegny située dans le hameau de Richelette.

## Historique
La construction de la Chapelle Saint-Gilles en 1733 s'inscrit dans un contexte particulier. À cette époque, la région est en proie aux agissements de la "Bande noire", une bande de brigands qui terrorise la population pendant quinze années. Deux des chefs de cette bande résidaient à Richelette. Arrêtés en 1732, ils sont condamnés à la roue. La chapelle est érigée en signe de soulagement et de gratitude pour la fin de cette période sombre.
La chapelle possède un chœur fermé à trois pans coupés et une lucarne. Au-dessus du portail d'entrée se trouve l'inscription : Loué soit Jésus-Christ et l'année de construction. Le plafond en stuc et peint en polychromie.
Le maître-autel date de 1893 et a été réalisé par Louis Cuypers. Il est orné de statues de Sainte-Gotte, Saint Gilles, Marie avec l'Enfant et un ange gardien, toutes datant d'environ 1750.